# Bio-Dome
Pour plus de détails, voir Fiche technique et Distribution.
Bio-Dome est un film américain réalisé par Jason Bloom (en), sorti en 1996.

## Synopsis
Des expériences sur la protection de l'environnement sont réalisées au centre Bio-Dome situé dans le désert de l'Arizona. Les scientifiques participants à ces expériences doivent rester enfermés dans le centre durant une année entière. Mais Bud et Doyle, qui ont confondu le centre avec un supermarché, sont faits prisonniers par les scientifiques. 

## Fiche technique
- Titre : Bio-Dome
- Réalisation : Jason Bloom (en)
- Scénario : Kip Koenig & Scott Marcano
- Musique : Andrew Gross
- Photographie : Phedon Papamichael, Jr.
- Montage : Christopher Greenbury
- Production : Bradley Jenkel, Brad Krevoy & Steven Stabler
- Sociétés de production : Motion Picture Corporation of America, Weasel Productions & 3 Arts Entertainment
- Société de distribution : Metro-Goldwyn-Mayer
- Pays de production :  États-Unis
- Langue : Anglais
- Format : Couleur - Dolby Digital - DTS - SDDS - 1.85:1
- Genre : Comédie
- Durée : 95 min
- Date de sortie : 
  - États-Unis : 12 janvier 1996

## Distribution
- Pauly Shore (VF : Thierry Wermuth ; VQ : Sébastien Dhavernas) : Bud "Squirrel" Macintosh
- Stephen Baldwin (VF : David Krüger ; VQ : Benoît Rousseau) : Doyle "Stubs" Johnson
- William Atherton (VF : Olivier Granier ; VQ : Daniel Picard) : Dr. Noah Faulkner
- Kylie Minogue (VF : Julie Cordonnier) : Dr. Petra von Kant
- Dara Tomanovich (VF : Véronique Augereau ; VQ : Élise Bertrand) : Mimi Simkins
- Joey Lauren Adams (VF : Dominique Vallée ; VQ : Aline Pinsonneault) : Monique
- Teresa Hill (VF : Marjorie Frantz) : Jen
- Kevin West (VF : Philippe Peythieu) : T.C. Romulus
- Henry Gibson (VF : Serge Lhorca) : Dr. William Leaky
- Denise Dowse (en) (VF : Danièle Hazan) : Olivia
- Taylor Negron (VF : Olivier Hémon) : Russell
- Rose McGowan (VF : Marie Gamory ; VQ : Christine Séguin) : Denise
- Patty Hearst (VF : Anne Rochant) : Mme Johnson
- Jeremy Jordan (VF : Cyrille Artaux) : Trent
- Channon Roe (VF : Guillaume Orsat ; VQ : Jacques Lussier) : Roach
- Trevor St. John (VF : Fabien Briche) : Parker
- Butch McCain (VF : Antoine Tomé) : Joachim West, le reporter
- Robbie Thibault, Jr. (VF : Christophe Lemoine) : Doyle jeune
- Adam Weisman (VF : Pascal Grull) : Bud jeune
- Phil Proctor (VF : Michel Roy) : Axl

Source et légende : Version française (VF) sur Voxofilm et Version québécoise (VQ) sur Doublage Québec.

## Autour du film
- Jack Black et Kyle Gass font une courte apparition dans le film en tant que membres du groupe Tenacious D.
- Le film fut extrêmement mal accueilli par la critique, devenant le film le moins bien noté sur Metacritic, avec un score de 1/100.
- Pauly Shore gagnera un Razzie Award du pire acteur pour ce film, arrivant ex æquo avec Tom Arnold pour ses performances dans Le Souffre-douleur, Carpool et The Stupids